# Viagem 2.0
Viagem 2.0 é derivado do termo web 2.0 e se relaciona à rica e diversa experiência do viajante pelo emprego da internet, que segue revolucionado a maneira de planejar e viajar dos turistas. A combinação entre conectividade 3G ou 4G e o computador portátil cria possibilidades para que turistas interajam com plataformas digitais, empreendimentos e comunidades locais em tempo real. Permite aos visitantes comparar preços, efetuem pagamentos de forma móvel, socializem fotos e vídeos dos destinos, postem comentários, avaliem produtos e serviços, gerem conteúdo de forma colaborativa e dinâmica.